# Seven Sudamericano Femenino 2023 (Montevideo)

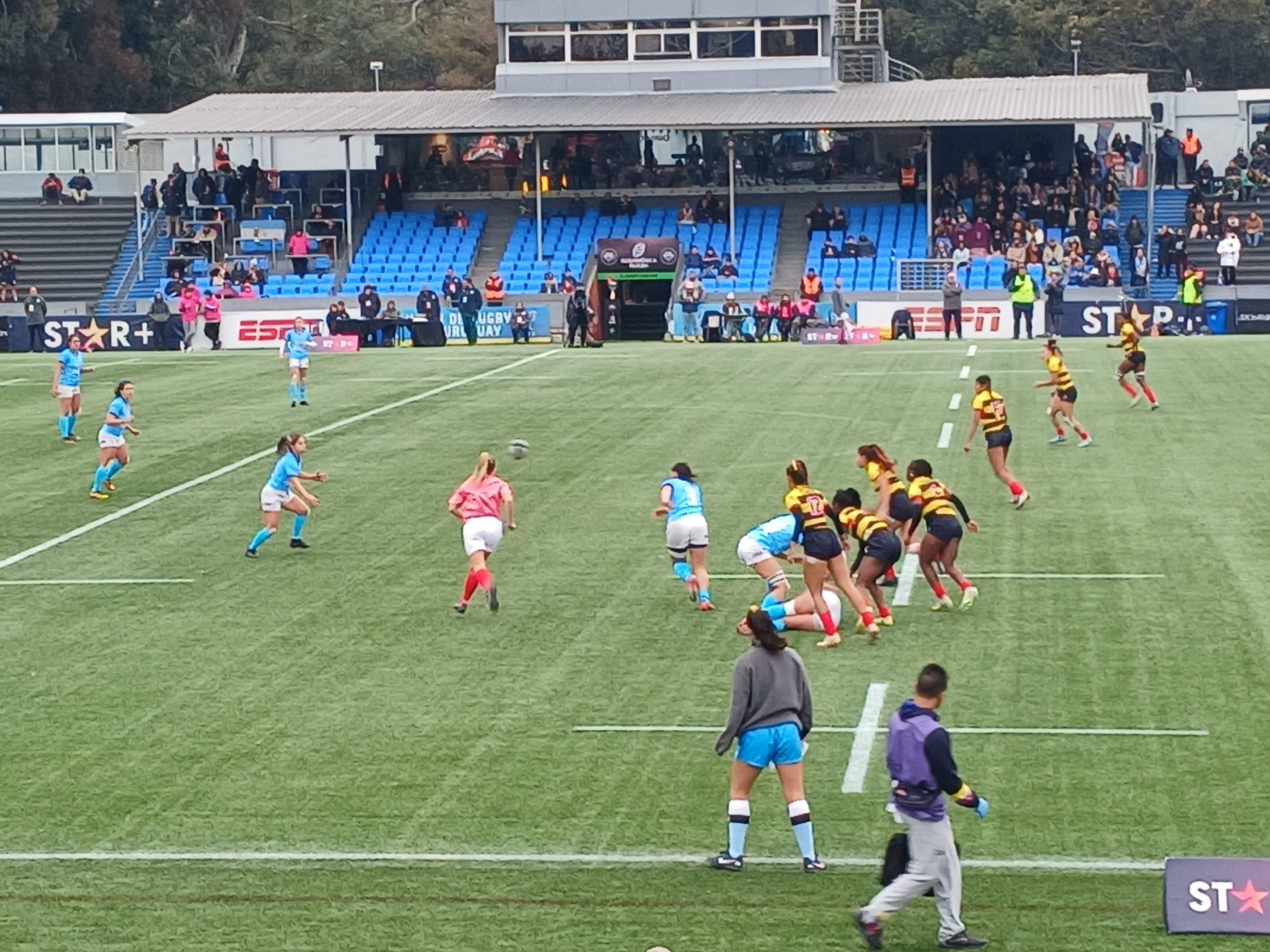
Partido entre Colombia y Uruguay

El Seven Sudamericano Femenino de 2023 (también conocido como Torneo preolímpico sudamericano) fue la vigésimo segunda edición del torneo de selecciones femeninas de rugby 7 organizado por la Sudamérica Rugby.
Se disputó entre el 17 y 18 de junio en las instalaciones del Estadio Charrúa de Montevideo, Uruguay, en paralelo al Seven Sudamericano Masculino 2023.
El campeón del torneo obtuvo una plaza directa para los Juegos Olímpicos de 2024, y los dos siguientes equipos clasificaron al Repechaje Preolímpico.

## Equipos participantes
- Argentina
- Brasil
- Chile
- Colombia
- Paraguay
- Perú
- Uruguay

## Fase de grupos
| Pos | Países    | Partidos | Partidos | Partidos | Partidos | Tantos | Tantos | Tantos | Pts |
| Pos | Países    | J        | G        | E        | P        | PF     | PC     | DP     | Pts |
| --- | --------- | -------- | -------- | -------- | -------- | ------ | ------ | ------ | --- |
| 1   | Brasil    | 6        | 6        | 0        | 0        | 0      | 0      | 0      | 18  |
| 2   | Argentina | 6        | 5        | 0        | 1        | 0      | 0      | 0      | 16  |
| 3   | Paraguay  | 6        | 3        | 1        | 2        | 0      | 0      | 0      | 13  |
| 4   | Colombia  | 6        | 2        | 1        | 3        | 0      | 0      | 0      | 11  |
| 5   | Chile     | 6        | 2        | 0        | 4        | 0      | 0      | 0      | 10  |
| 5   | Uruguay   | 6        | 2        | 0        | 4        | 0      | 0      | 0      | 10  |
| 7   | Perú      | 6        | 0        | 0        | 6        | 0      | 0      | 0      | 6   |

### Partidos
| 17 de junio | Colombia | 0 - 19 | Argentina |  |  |

| 17 de junio | Brasil | 27 - 0 | Perú |  |  |

| 17 de junio | Chile | 14 - 12 | Uruguay |  |  |

| 17 de junio | Brasil | 17 - 5 | Argentina |  |  |

| 17 de junio | Chile | 17 - 12 | Perú |  |  |

| 17 de junio | Uruguay | 7 - 24 | Paraguay |  |  |

| 17 de junio | Colombia | 34 - 7 | Perú |  |  |

| 17 de junio | Brasil | 27 - 0 | Paraguay |  |  |

| 17 de junio | Argentina | 52 - 0 | Chile |  |  |

| 17 de junio | Paraguay | 14 - 14 | Colombia |  |  |

| 17 de junio | Perú | 10 - 12 | Uruguay |  |  |

| 18 de junio | Paraguay | 14 - 12 | Chile |  |  |

| 18 de junio | Argentina | 43 - 0 | Uruguay |  |  |

| 18 de junio | Colombia | 22 - 0 | Chile |  |  |

| 18 de junio | Perú | 0 - 31 | Argentina |  |  |

| 18 de junio | Brasil | 48 - 0 | Uruguay |  |  |

| 18 de junio | Paraguay | 26 - 12 | Perú |  |  |

| 18 de junio | Brasil | 45 - 7 | Chile |  |  |

| 18 de junio | Colombia | 12 - 17 | Uruguay |  |  |

| 18 de junio | Paraguay | 7 - 31 | Argentina |  |  |

| 18 de junio | Brasil | 38 - 0 | Colombia |  |  |

| Bandera de Brasil      |
| Campeón Brasil         |
| Vigésimo primer título |